# GPE Palmtop Environment
GPE Palmtop Environment는 일부 리눅스 커널 기반 운영 체제를 구동하는 팜톱과 개인 정보 단말기(PDA) 등의 핸드헬드 컴퓨터를 위한 그래픽 사용자 인터페이스 환경이다. GPE는 개인 정보 관리(PIM), 오디오 재생, 이메일, 웹 탐색 등의 작업을 위해 리눅스 핸드헬드의 사용을 가능하게 만들어주는 소프트웨어 구성요소 및 애플리케이션의 온전한 환경이다.
GPE는 자유-오픈 소스 소프트웨어이며 GNU 일반 공중 사용 허가서(GPL) 또는 GNU 약소 일반 공중 사용 허가서(LGPL)에 종속된다.

## 같이 보기
- 팜 OS
- 포켓 PC
- 윈도우 모바일